# Wasserzeichensucher
Unter Wasserzeichensucher verstehen Briefmarkensammler verschiedene Verfahren und Geräte, die Wasserzeichen im Papier von Briefmarken zu erkennen.

## Bestimmung
Anfänger tun sich häufig schwer mit der Feststellung von Wasserzeichen. Meistens ist die Existenz und die Bestätigung des richtigen Wasserzeichens nur ein weiteres Indiz für die Echtheit der Marke. Bei einigen Briefmarken-Ausgaben haben die möglichen Unterschiede beim Wasserzeichen aber erheblichen Einfluss auf den Wert, und speziell bei älteren, z. B. skandinavischen Marken, ist das Sammeln unter Berücksichtigung dieses Kriteriums dringend anzuraten.
Für alle Methoden der Wasserzeichenbestimmung muss die Rückseite der Briefmarke frei von Papierresten, Falzen und anderen Verunreinigungen sein.
Die einfachste Methode zur Wasserzeichenbestimmung ist die Betrachtung der Marke von der Rückseite unter verschiedenen Beleuchtungen, wobei Auflicht, Durchlicht und das Ändern des Betrachtungswinkels im Einzelfall schon gute Erfolge möglich machen. Beispielsweise die älteren Briefmarken der Bundesrepublik Deutschland von 1949 bis ca. 1963 haben 5 verschiedene Wasserzeichen, die meist ohne Hilfsmittel erkennbar sind.

## Benzinschale
Eine andere recht einfache Methode besteht darin, die Briefmarke mit dem Bild nach unten in eine kleine schwarze Plastikschale (gemeinhin als Wasserzeichensucher bezeichnet), gefüllt mit reinem Benzin zu legen, um deren Wasserzeichen erkennen und klassifizieren zu können. Alternativ legt man die Marke mit der Bildseite auf eine schwarze Platte und beträufelt die Rückseite mit Benzin.
Achtung:
- Unbedingt chemisch reines Benzin verwenden (Apotheke), da Verunreinigungen unter Umständen die Briefmarken schädigen könnten!
- Benzin ist unter anderem giftig!
- Bei manchen Briefmarken wurde für die Bildseite allerdings eine benzinlösliche Farbe verwendet. Dies ist jedoch meist gesondert in den Briefmarkenkatalogen erwähnt.

Alternativ zum Benzin sind auch andere flüssige Wasserzeichensucher auf dem Markt, die umwelt- und gesundheitsfreundlicher sind.

## Morley-Bright
Die Wasserzeichensucher von Morley-Bright basieren auf der genialen wie einfachen Tatsache, dass sich eine farbige Flüssigkeit unter leichtem Druck in die Vertiefungen des Wasserzeichens drücken wird und so dieses sichtbar macht.

### Inst-a-Tector
Diese Variante ist ideal für die Bestimmung von Wasserzeichen bei losen Briefmarken bis zu einer Größe von 35 × 42 mm. Es handelt sich um ein Mäppchen, das im Boden eine Kunststoffplatte und im Deckel ein verschweißtes Säckchen mit Tusche unter einer Glasplatte enthält. Die Briefmarke wird mit der Bildseite nach unten auf die Platte gelegt, das Mäppchen zugeklappt. Man übt vorsichtig leichten Druck auf die Außenseiten des Mäppchens aus. Dadurch sammelt sich die Tusche nur in den Vertiefungen im Papier und das Wasserzeichen wird klar sichtbar. Dieses handliche und mit ein wenig Übung sicher und einfach zu bedienende Gerät eignet sich auch hervorragend für unterwegs.

### Roll-a-Tector
Mit dieser Variante kann das Wasserzeichen einer Briefmarke auf einem Beleg geprüft werden. Sie muss also nicht zur Bestimmung vom Papier abgelöst worden sein. Im Gegensatz zum Inst-a-Tector bleibt das Bild des Wasserzeichens längere Zeit erhalten.

## Tischgeräte
Seit ca. 20–30 Jahren gibt es beleuchtete optische Wasserzeichensucher als kleine Tischgeräte. Bei diesen wird die Marke mit der Rückseite nach oben unter eine durchsichtige Kunststoffplatte gelegt und angepresst. Bei richtigem Lichteinfall erscheint das Wasserzeichen der Marke sowie häufig auch andere Auffälligkeiten im Papier (z. B. Reparaturen). Diese Geräte arbeiten ohne jegliche Chemie und Hilfsstoffe und lassen eine schnelle Bestimmung zu.
Unter dem Namen Letterscope, Stampscope oder Signoscope (Wasserzeichenfinder) bieten verschiedene Anbieter in Deutschland diese Geräte für Preise zwischen 50 und 150 Euro an. Der Selbstbau derartiger Geräte ist problemlos möglich.